# رامون فونست
رامون فونست (به اسپانیایی: Ramón Fonst) ورزشکار مرد رشتهٔ شمشیربازی اهل کشور کوبا است. وی در بین سال‌های ‎۱۹۰۰ تا ۱۹۰۴ میلادی در مسابقات بازی‌های المپیک تابستانی در مجموع ۵ مدال، شامل ۴ مدال طلا و ۱ نقره را کسب کرد.

## جستارهای وابسته

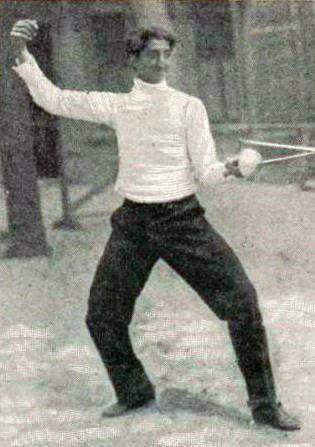